# Moagetes
Moagetes  fue tirano de Cibiratis en la Alta Frigia hacia el año 190 a. C.
Enemigo declarado de Roma durante la guerra entre esta república y el rey seléucida Antíoco III el Grande, fue obligado por el cónsul Cneo Manlio Vulsón a pagar una multa de cien talentos y proveer unos diez mil medimnos de trigo a las legiones romanas, según dice Polibio.